# マツブン
株式会社マツブンは、東京都足立区六町2丁目に本拠を置く、刺繡ポロシャツ、刺繍ワッペン、今治タオルなどオリジナル刺繡製品を製造販売する会社。

## 概要
1939年（昭和14年）創業の老舗企業。手刺繍による個人名（ネーム）刺繍加工を起源とする。社名は創業者「松本文作」の名前に由来。1960年代、2代目松本誠が社長に就任すると、刺繍加工を機械化。アパレル企業向けに、ラコステやアーノルド・パーマーなど、当時流行していたワンポイント刺繍を施す受託加工業を手掛ける。現在は、アパレル企業向け刺繍で養った技術を活かして、一般企業向けのオリジナル刺繍商品の販売を主にインターネットを介して行う。オリジナル刺繍を通じて、企業ブランドの高級化・差別化など企業ブランディングを行っている。コカ・コーラ社のワッペン（ライセンス商品）製作も手掛けている。
2000年頃には、アパレルメーカーの生産拠点の海外移転の影響で、売上げの98％を占めていた下請け受注が激減し、企業存続の危機に直面するが、3代目で現社長の松本照人の時代に、一般企業のユニフォーム・販促品に、オリジナル刺繍の活路を見出し、明確な価格設定や顧客企業のブランディング向上を目的とした自社企画商品の開発等により、下請け加工業から「刺繍メーカー」への脱却に成功。営業人材不足を、WEBの積極活用で新規顧客の開拓を実現。「ポロシャツ」というキーワードでリスティング広告やSEO対策も重視したことで売上高を伸長させる。2000年当時と比べ、2020年には、取引先がアパレル企業80社から一般企業1200社へと変貌を遂げ、売上高は625％増の約3億円にまで成長させた。そのうちインターネット経由の売上が約90％を占めている。
現在は自社企画商品として、従来の、刺繍加工を施したワッペンなどに加え、日本製のポロシャツや今治タオル、ユニフォーム、トートバッグなどを一般企業や団体に直販する。特にポロシャツでは、ジャケットの下に着ても違和感のない、台襟付きで細身のシルエットの型を独自開発。刺繍の位置も、ジャケットを着ると見えなくなる半袖の袖口に施すなど工夫が凝らされたデザインが好評を博し、外車販売会社でディーラーの制服に採用されるなどした。
2016年（平成28年） - 東京商工会議所「勇気ある経営大賞 特別賞」受賞。
企業理念は「一針入魂」。

## 沿革
- 1939年（昭和14年） - 松本文作が東京都荒川区にて創業。手刺繍による個人名（ネーム）刺繍加工を始める。当時、同業者は東京に3人しかいなかった。
- 1954年（昭和29年） - 横振り（手振り）刺繍機を導入。作業服へのネーム刺繍及びワンポイント刺繍加工開始。
- 1960年（昭和35年） - 多頭式刺繍機（4頭）を導入。横振り刺繍機と共に、松本英代子（誠夫人）と婦人服への刺繍加工を開始。
- 1963年（昭和38年） - 横振り刺繍機4台で個人ネーム、及び多頭機にて服飾刺繍加工。
- 1964年（昭和39年） - 「松文」改め、有限会社マツブン刺繍へ社名変更・法人化。
- 1966年（昭和41年） -  旧西ドイツ製大型刺繍機の導入にあたり、東京都足立区へ本社・工場を移転。
- 1967年（昭和42年） - マクレガー・ラコステ・アーノルドパーマー・ゴールデンベアー等を始めとするワンポイント刺繍加工開始（～1987年）。
- 1975年（昭和50年） - 火災の罹災により自宅兼工場が全焼。
- 1976年（昭和51年） - 新社屋落成。
- 1980年（昭和55年） - ブラック＆ホワイトの指定刺繍加工会社に認定。
- 1980年代 -  ワンポイント刺繍加工及び子供服・婦人服への刺繍加工開始。
- 1982年（昭和57年） - 株式会社マツブンへ社名変更。資本金を1,000万円へ増資。
- 1984年（昭和59年） - 東京都足立区花畑にマツブン刺繍第二工場落成（1988年に本社工場と合併）。
- 1990年代 - バーバリーの刺繍加工会社に認定。スポーツメーカー・ライセンス物を中心に刺繍加工。
- 1997年（平成9年） - バーバリーブラックレーベルの刺繍加工開始。
- 2000年（平成12年） - 3代目、松本誠の長男・松本照人（現社長)入社。アパレル業界は国産から中国産への切り替えが進み、刺繍も中国で行われるようになっていたため、売上げは過去最低にまで落ち込む[7]。
- 2001年（平成13年） - 新事業として、一般企業向けに刺繍商品・オリジナルワッペンの販売を開始。自社HP開設。
- 2002年（平成14年） - フェニックスカントリークラブ（宮崎県）のダブルネーム刺繍指定会社に認定。「ポロシャツ」というキーワードでリスティング広告を開始し、SEO対策も強化[4]。
- 2003年（平成15年） - アコーディアゴルフのロゴ刺繍指定会社認定。
- 2005年（平成17年） - アディダスへのダブルネーム加工。（AG向け)。リスティング広告を本格化[11]。年間オリジナル刺繍商品販売数33,887枚。
- 2007年（平成19年） -年間オリジナル刺繍商品販売数約70,000枚へ。年間取引社数約500社へ。
- 2008年（平成20年） - 三陽商会Lovelessの刺繍加工開始。年間取引社数約600社へ。
- 2009年（平成21年） - 松本照人が代表取締役社長に就任。前社長松本誠は取締役会長へ就任。年間オリジナル刺繍商品販売　約119,000枚へ。
- 2011年（平成23年） - Coca-Colaワッペンの刺繍加工開始。
- 2012年（平成24年） - 自社開発のオリジナルポロシャツ（MEPポロシャツ）販売開始。松本英代子（前専務）死去。
- 2014年（平成26年） - 年間オリジナル刺繍商品販売約195,000枚。年間取引社数1,069社へ。
- 2016年（平成28年） - 東京商工会議所「勇気ある経営大賞 特別賞」受賞[9]。
- 2017年（平成29年） - 新社屋落成。
- 2018年（平成30年） - 自社開発のオリジナル今治タオルハンカチ（パールホワイト）販売開始。松本誠（前会長）死去。
- 2020年（令和2年）- YouTubeにて マツブン刺繍チャンネル 開始。

その他は より。

## 主要取引先

### 刺繍加工
- トムス(Printstar)
- キャブ(UnitedAthle)
- フェリック(TRUSS)
- 新井清太郎商店(SACOL)
- マスダ(M’s project)
- ユニチカメイト(UNITIKA)
- ライフスタイル（Coca-Cola）
- ジュン・アンド・ロペ(JUN他)
- INKED LIFE(softmachine)

ほか

### 直販販売先
- 内閣府
- 防衛省 陸上自衛隊
- 東京都庁
- 北海道庁
- 東京都足立区役所
- 東京大学
- 東京消防庁消防学校
- スペイン政府観光局
- グーグル
- 日本コカ・コーラ
- サッポロビール
- 三菱商事
- 本田技術研究所
- 日産自動車
- 竹中工務店
- 清水建設
- 三菱電機
- 東京建物
- NTTグループ
- 電通

ほか

## 参考資料
- 『ISOマネジメントシステムが一番わかる』技術評論社、一般社団法人 日本品質保証機構著 2021年10月28日発行 ISBN 4297124238[12]
- 『社長の思いを次代へつなぐ！事業承継事例集』東京商工会議所 2019年3月発行
- 『戦略経営者』2017年12月号 特集自立する下請け
- 『月刊ビジネスサミット』2017年6月号（P36-）
- 『月刊ネットショップ経営』2010年6月号（P3-14）